# Ginkgo apodes
Ginkgo apodes és una espècie extinta de ginkgo que visqué durant l'estatge faunístic Titonià (Juràssic superior), fa uns 152,1 ± 0,9 milions d'anys, en allò que avui en dia és la Xina. Se n'han trobat restes fòssils a la formació de Yixian.